# Gbelce
Gbelce é um município da Eslováquia, situado no distrito de Nové Zámky, na região de Nitra. Tem 26,61 km² de área e sua população em 2018 foi estimada em 2.156 habitantes.

## Demografia
| Ano:        | 1994 | 2004   | 2014   | 2024   |
| ----------- | ---- | ------ | ------ | ------ |
| Broj ljudi: | 2410 | 2259   | 2220   | 2051   |
| Razlika:    |      | -6,26% | -1,72% | -7,61% |

| Ano:               | 2023 | 2024   |
| ------------------ | ---- | ------ |
| Número de pessoas: | 2067 | 2051   |
| Diferença:         |      | -0,77% |